# Jens Lausen
Jens Lausen (né le 18 août 1937 à Altona, mort le 13 juin 2017 à Hambourg-Bergedorf) est un peintre allemand.

## Biographie
Jens Lausen suit de 1955 à 1957 une formation d'étalagiste. De 1955 à 1958, il étudie à l'université des arts appliqués de Hambourg, auprès de Kurt Kranz, Werner Bunz ou Georg Gresko. En 1964, il commence à peindre des « paysages artificiels » et devient, avec Hans-Jürgen Kleinhammes et Werner Nöfer, les cofondateurs du mouvement « Neue Landschaft », caractérisé par une représentation géométrique, ornementale et enrichie d'éléments techniques de conception de paysages. Comme Kleinhammes et d'autres peintres du « Nouveau Paysage » dans les années 1970 et 1980, Lausen est inspiré par Caspar David Friedrich, avec lequel - ainsi que Giorgio de Chirico - il est entré en contact dès son plus jeune âge à la Kunsthalle de Hambourg. Il s'oriente vers des paysages influencés par les milieux urbain et industriel. En 1965, Lausen reçoit la bourse du Kulturkreises im Bundesverband der deutschen Industrie (B.D.I.) et en 1966 le Kunstpreis der Böttcherstraße in Bremen.
De 1970 à 1978, il travaille plusieurs années à Londres et à New York et enseigne en tant que professeur de peinture à l'université de Kiel, dans le département de design. Depuis 1969, il fait des espaces des images artificielles et psychédéliques dans des peintures à l'huile grand format, mais aussi en sérigraphies numérotées et signées. En plus de nombreuses expositions personnelles, il prend part au grand spectacle Der Bruch à la Kunsthalle de Hambourg où il s'intéresse au thème des paysages et aux boîtes Land art avec des pierres, des bâtons et des natures mortes.
Pendant longtemps, Lausen voyage à travers l'Amérique du Sud, plus tard avec les Papous en Nouvelle-Guinée et médite dans un monastère bouddhiste dans le Ladakh dans l'Himalaya. De 1980 à 1992, il vit et travaille sur une petite île tropicale aux Philippines, où il se marie et naissent en 1985 et 1989 ses deux enfants Johannes et Melody. En 1992, il fait une exposition de ses dernières œuvres au musée métropolitain de Manille. En 1993, il retourne vivre en Allemagne.
En 2001, il publie un roman autobiographique Von Augenblick zu Augenblick. Chez EGO-Verlag Hamburg, fondé en 2004 par Lausen, il publie plus de 40 textes, poèmes et commentaires d'images. En 2012, il lègue une partie de son travail au Forum für Nachlässe von Künstlerinnen und Künstlern à Hambourg.

## Source de la traduction
- (de) Cet article est partiellement ou en totalité issu de l’article de Wikipédia en allemand intitulé « Jens Lausen » (voir la liste des auteurs).